# Nong Lay
Nong Lay là một xã thuộc huyện Thuận Châu, tỉnh Sơn La, Việt Nam.
Xã có diện tích 14,56 km², dân số năm 1999 là 1888 người, mật độ dân số đạt 130 người/km².